# Wielkie Tyrnowo (gmina)
Wielkie Tyrnowo (bułg. Община Велико Търново) – gmina w północnej Bułgarii, w obwodzie Wielkie Tyrnowo.

## Miejscowości
Miejscowości wchodzące w skład gminy Wielkie Tyrnowo:
- Arbanasi (bułg.: Арбанаси),
- Bałwan (bułg.: Балван),
- Belakowec (bułg.: Беляковец),
- Biżowci (bułg.: Бижовци),
- Boczkowci (bułg.: Бочковци),
- Bojanowci (bułg.: Бояновци),
- Bojczewi kolibi (bułg.: Бойчеви колиби),
- Bojczowci (bułg.: Бойчовци),
- Brankowci (bułg.: Бранковци),
- Bukowec (bułg.: Буковец),
- Cerowa korija (bułg.: Церова кория),
- Chotnica (bułg.: Хотница),
- Debelec (bułg.: Дебелец),
- Deczkowci (bułg.: Дечковци),
- Dewetacite (bułg.: Деветаците),
- Diczin (bułg.: Дичин),
- Dimitrowci (bułg.: Димитровци),
- Dimowci (bułg.: Димовци),
- Dolen Enewec (bułg.: Долен Еневец),
- Dołni Damjanowci (bułg.: Долни Дамяновци),
- Dunawci (bułg.: Дунавци),
- Emen (bułg.: Емен),
- Gabrowci (bułg.: Габровци),
- Gasztewci (bułg.: Гащевци),
- Golemanite (bułg.: Големаните),
- Goranowci (bułg.: Горановци),
- Goren Enewec (bułg.: Горен Еневец),
- Ilewci (bułg.: Илевци),
- Iwanowci (bułg.: Ивановци),
- Jałowo (bułg.: Ялово),
- Jowczewci (bułg.: Йовчевци),
- Kilifarewo (bułg.: Килифарево),
- Kisjowci (bułg.: Кисьовци),
- Kładni djał (bułg.: Кладни дял),
- Kłyszka reka (bułg.: Клъшка река),
- Kypinowo (bułg.: Къпиново),
- Ledenik (bułg.: Леденик),
- Łagerite (bułg.: Лагерите),
- Małczowci (bułg.: Малчовци),
- Małki cziflik (bułg.: Малки Чифлик),
- Mindja (bułg.: Миндя),
- Miszemorkow chan (bułg.: Мишеморков хан),
- Momin sbor (bułg.: Момин сбор),
- Nacowci (bułg.: Нацовци),
- Nikjup (bułg.: Никюп),
- Nowo seło (bułg.: Ново село),
- Pczeliszte (bułg.: Пчелище),
- Piramidata (bułg.: Пирамидата),
- Płakowo (bułg.: Плаково),
- Popowci (bułg.: Поповци),
- Pożernik (bułg.: Пожерник),
- Prisowo (bułg.: Присово),
- Prodanowci (bułg.: Продановци),
- Puszewo (bułg.: Пушево),
- Pyrowci (bułg.: Пъровци),
- Radkowci (bułg.: Радковци),
- Rajkowci (bułg.: Райковци),
- Resen (bułg.: Ресен),
- Rusala (bułg.: Русаля),
- Samowodene (bułg.: Самоводене),
- Sejmenite (bułg.: Сеймените),
- Semkowci (bułg.: Семковци),
- Sucha reka (bułg.: Суха река),
- Syrnenci (bułg.: Сърненци),
- Szemszewo (bułg.: Шемшево),
- Szeremetja (bułg.: Шереметя),
- Szodekowci (bułg.: Шодековци),
- Terziite (bułg.: Терзиите),
- Todorowci (bułg.: Тодоровци),
- Wełczewo (bułg.: Велчево),
- Wetrinci (bułg.: Ветринци),
- Wielkie Tyrnowo (bułg.: Велико Търново) – siedziba gminy,
- Wiłare (bułg.: Виларе),
- Wodolej (bułg.: Водолей),
- Wojneża (bułg.: Войнежа),
- Woneszta woda (bułg.: Вонеща вода),
- Wyglewci (bułg.: Въглевци),
- Wyrlinka (bułg.: Върлинка).